# São Domingos do Capim
São Domingos do Capim är en kommun i Brasilien.   Den ligger i delstaten Pará, i den nordöstra delen av landet, 1 500 km norr om huvudstaden Brasília. Antalet invånare är 29 827.
I omgivningarna runt São Domingos do Capim växer i huvudsak städsegrön lövskog. Runt São Domingos do Capim är det glesbefolkat, med 18 invånare per kvadratkilometer.